# Anomala calymmophora
Anomala calymmophora är en skalbaggsart som beskrevs av Ohaus 1916. Anomala calymmophora ingår i släktet Anomala och familjen Rutelidae. Inga underarter finns listade i Catalogue of Life.